# Trillian (postava)
Tricia McMillanová, ve filmu Tricia Marie McMillanová, známá též jako Trillian je postava ze sci-fi série Stopařův průvodce po Galaxii.
Trillian je vystudovaná astrofyzička, která pracovala jako moderátorka v televizi. Krátce před zničením Země se setkala na jednom večírku v Islingtonu s Arthurem Dentem a následně také se Zafodem Bíblbroxem, který ji odvedl na svou kosmickou loď. To jí zachránilo život a následně se spolu s Arturem stali posledními pozemšťany.

## Film
V televizní adaptaci ji představovala Sandra Dickinsonová. Ve filmu z roku 2005 ji hrála Zooey Deschanelová.